# Kościół ewangelicki w Bańskiej Szczawnicy
Kościół ewangelicki w Bańskiej Szczawnicy (słow. Evanjelický kostol) – jedyna świątynia ewangelicka, funkcjonująca aktualnie w Bańskiej Szczawnicy na Słowacji.

## Położenie
Znajduje się w środkowej części historycznego centrum miasta, naprzeciw ratusza i katolickiego kościoła św. Katarzyny. Jako jedyna świątynia w mieście nie jest budowlą wolnostojącą, jego fasada wtopiona jest w południową pierzeję Placu Ratuszowego (słow. Radničné námestie nr 13).

## Historia
Kościół zbudowany został w latach 1794–1796 na miejscu starego, drewnianego kościoła artykularnego z 1688 r. Powstał na fali reform kościelnych przeprowadzonych przez cesarza Józefa II w latach 80. XVIII w. (Józefinizm) i po wydaniu przez niego w 1781 r. patentu tolerancyjnego. Według projektu wiedeńskiego nadwornego architekta J. J. Thalherra wybudował go miejscowy budowniczy F. Sivák.

## Architektura i wyposażenie
Murowana, barokowo-klasycystyczna, halowa budowla charakteryzuje się nietypową nawą na planie elipsy, otoczoną trójkondygnacyjnymi emporami. Brak wieży rekompensuje obecność masywnej, rozległej kopuły nad nawą, usytuowanej na wysokim bębnie. Fasada z płytkim, centralnym jednoosiowym ryzalitem ograniczonym dwoma parami pilastrów z jońskimi głowicami i zwieńczonym trójkątnym frontonem. Na jego gzymsie chronostych zawierający datę ukończenia budowy (1796). Centralną oś fasady kontynuuje duże okno w bębnie oraz lukarna w dachu kopuły.
We wnętrzu organy z 1797 r. i klasycystyczna ambona. W ołtarzu obraz autorstwa M. Thana z 1878 r.